# Ganglion coeliacum

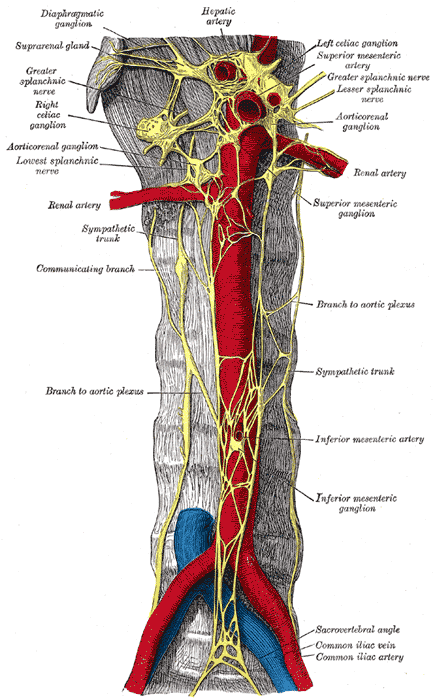
A hasi szervek vegetatív dúcai és az aorta viszonya, Gray's Anatomy

A ganglion celiacum vagy hasi idegdúc, amely a truncus celiacus eredését alulról körbeveszi, a hasüregben lévő szervek így pl. a (gyomor, patkóbél, hasnyálmirigy vagy a máj) beidegzéséért felelős vegetatív dúc. A központi idegrendszer vegetatív magjai által beidegzett terület a felsőbb vezérlését a preganglionaris rostokat tartalmazó nervus splanchnicus minoron és nervus splanchnicus majoron kapja. A dúcban szinapszisokon keresztül megtörténik az átkapcsolás, a dúcot elhagyó rostok már postganglionárisak.
Több felvetés szerint ez az idegdúc szerves ásványokat is tartalmaz, amelyek elősegítik a gyomor és a máj működését.